# Сулавешки јастреб
Сулавешки јастреб (лат. Accipiter griseiceps) је врста птице грабљивице из породице јастребова. Ендемит је индонежанског острва Сулавеси. Његово природно станиште су суптропске и тропске влажне низијске и планинске шуме.